# Carex soerensenii
Carex soerensenii är en halvgräsart som beskrevs av Ernest Lepage. Carex soerensenii ingår i släktet starrar, och familjen halvgräs.
Artens utbredningsområde är Grönland. Inga underarter finns listade i Catalogue of Life.